# 新北捷運
新北捷運，全名新北都會區大眾捷運系統，簡稱新北捷，是以臺灣新北市為營運範圍的大眾捷運系統，由新北市政府捷運工程局主導興建、新北捷運公司營運，包括汐東捷運、淡海輕軌、安坑輕軌、環狀線（西環段）等3條路線。其為臺北都會區第3座大眾捷運系統，路網主要承接自新北市境內過去由臺北市政府捷運工程局（安坑輕軌、環狀線西環段、施工中的三鶯線）及交通部鐵道局（淡海輕軌）規劃之路線。

## 歷史

### 環狀線
新北環狀線，又稱環狀線第一階段，路線起自大坪林，迄於新北產業園區。已於2023年1月31日，由台北市府形式上於交通部，將環狀線營運地方主管機關更改登記為新北市府，並經雙北市府共同聲明由新北捷運公司營運，2023年5月23日實質移交新北市府。
2024年4月3日，發生規模7.2的2024年花蓮地震，導致中和高架路段發生位移狀況。環狀線一度全線停駛，當日17:00分經確認無虞後逐漸恢復。「板橋站-產業園區站」部分區段單向通行，並在新北產業園區至大坪林站以免費接駁公車作為替代措施。
2024年4月7日，受到地震影響而停駛的第一階段「板橋-新北產業園區」已於4月7日17:00恢復雙向運行，第二階段「中和-大坪林站」區間經會勘確認系統功能正常安全運行。第三階段「板橋-中和」路段因結構受損，進行復原工程，2024年12月12日恢復通車。

### 三鶯線
三鶯線的歷史最早可追溯至2000年，台北市政府捷運工程局基於鶯歌區及三峽區的民意於2000年3月啟動台北捷運延伸三鶯地區的初步研究工作，並於2002年2月首度提報交通部審查；然而在經過交通部的審查後，交通部建議以高運量大眾捷運系統型式優先辦理永寧站延伸至頂埔地區的工程，另以中運量大眾捷運系統型式興建一條長11.9公里、設8站的捷運路線銜接鶯歌地區。:1-1
根據交通部的建議，台北市政府捷運工程局於2003年2月正式展開捷運三鶯線的研究作業，並於2005年1月完成環境影響評估、7月25日完成可行性研究報告，分別於3月25日函報行政院環境保護署及7月25日函報交通部審查；其後，環境影響評估於2006年11月20日獲行政院環境保護署同意備查，轉由新北市政府提報的可行性研究也於2012年9月3日獲行政院核定。:1-1~1-2
在行政院核定三鶯線可行性研究的3個月後，新北市政府於2012年12月11日委託台北市政府捷運工程局展開三鶯線的綜合規畫工作，並於2014年3月31日提報綜合規畫報告至交通部審查，於2015年6月2日獲得行政院正式核定。:1-1~1-2
已獲得行政院核定的三鶯線起自頂埔站，迄於鶯歌區鶯桃路、福德一路口，全長14.29公里，設置共12站。三鶯線的主體工程於2016年7月21日開工，新北市政府初期預估將於2023年底完工通車，後來因新冠疫情、一例一休及原物料價格上漲等因素而延至2025年底完工通車。
因三鶯線終點站鶯桃福德離桃園捷運綠線大湳站捷運綠線只有約3.1公里，所以也有計畫延伸到大湳站。

### 淡海輕軌

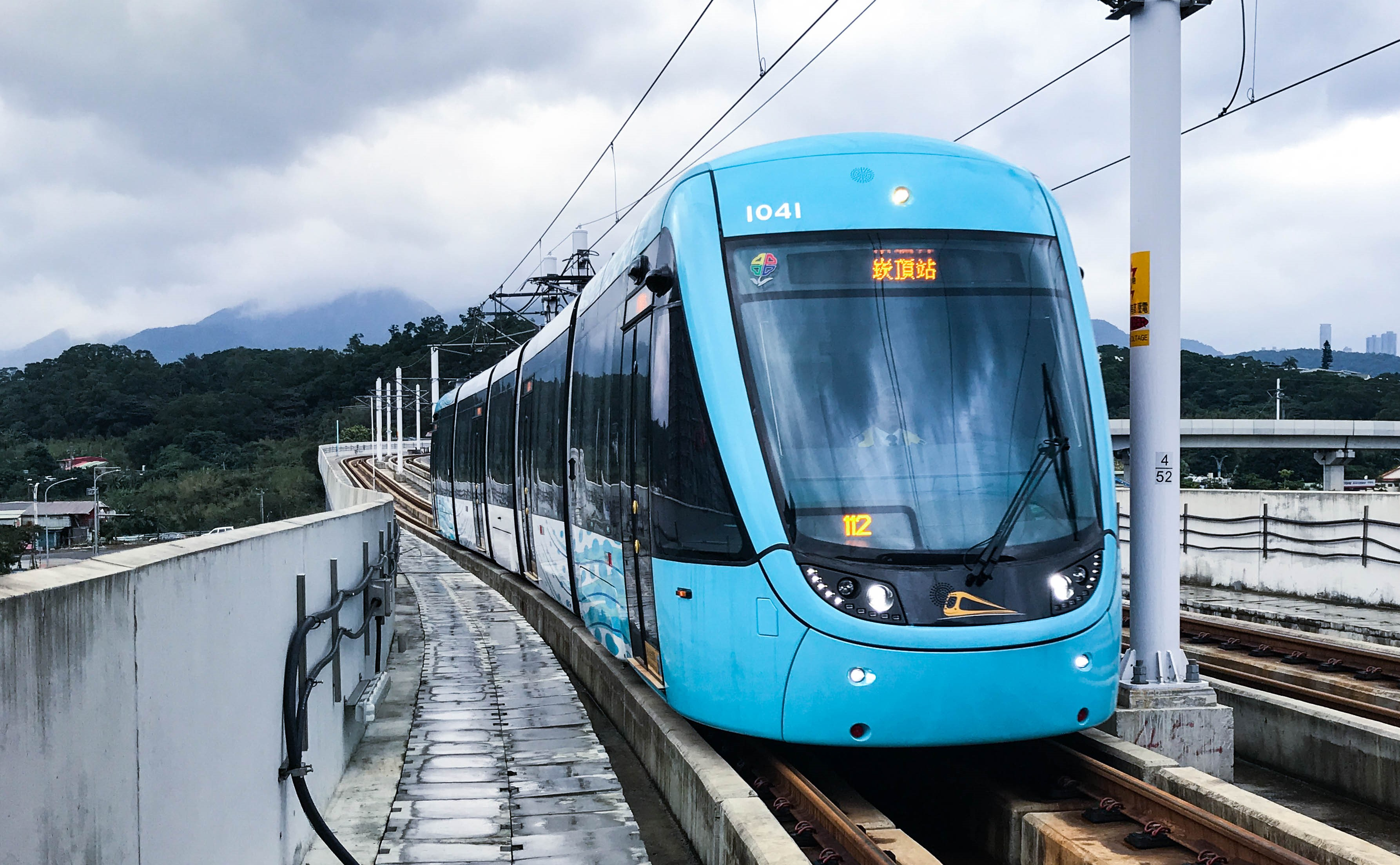
淡海輕軌電聯車。

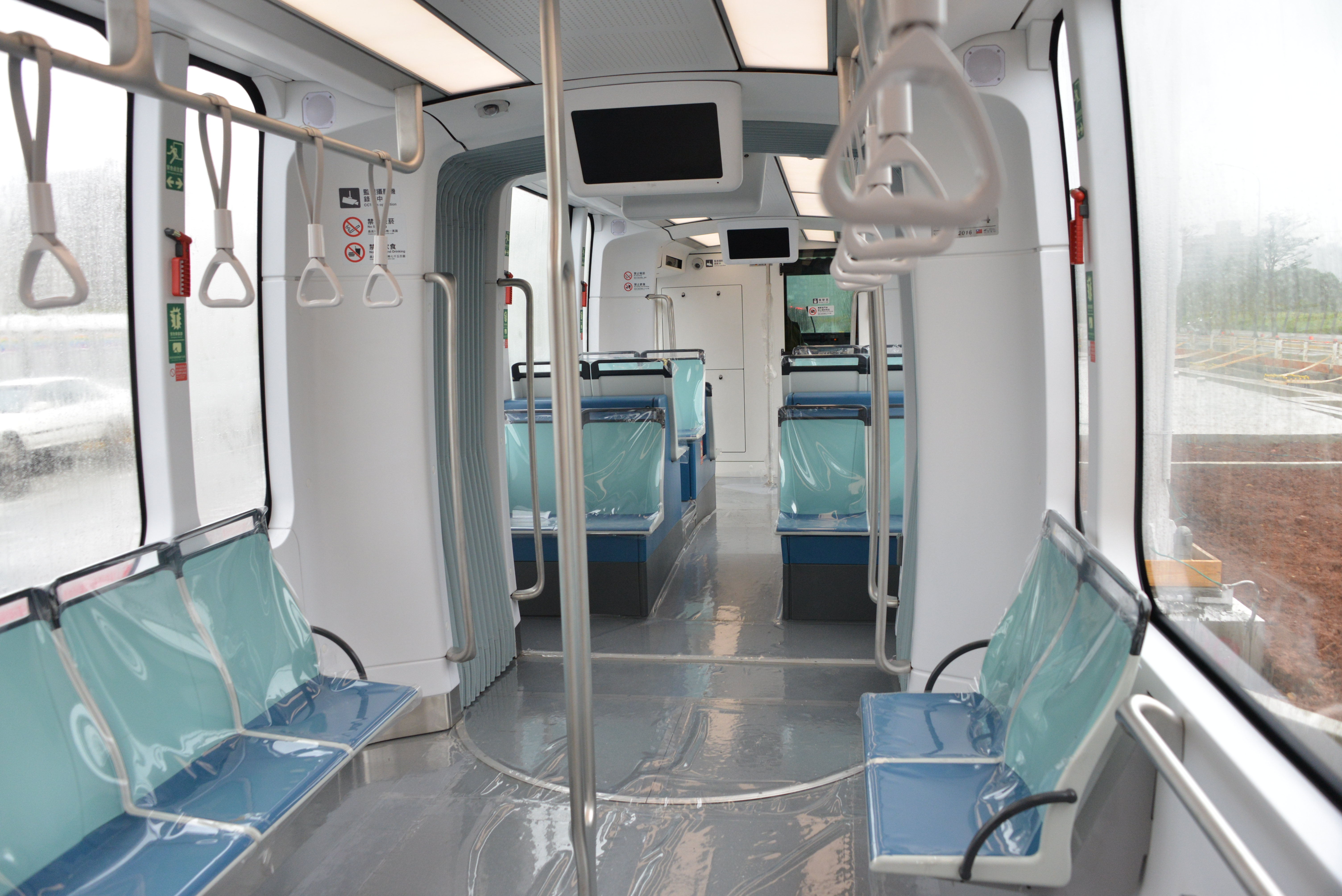
淡海輕軌電聯車、安坑輕軌電聯車內部。

配合淡海新市鎮計畫，台北市政府捷運工程局於1992年11月完成《淡海輕軌可行性研究報告》，否決了自台北捷運淡水線淡水站以高運量大眾捷運系統延伸的構想，而建議以中運量大眾捷運系統型式自紅樹林站將捷運延伸至淡海地區。1999年6月11日，台北市政府捷運工程局首度將以中運量大眾捷運系統延伸的構想函送交通部審查；交通部於2002年5月27日函覆未核定該線的興建。:1-1
2005年，淡海輕軌的規畫作業重新展開。2005年6月22日，中華民國內政部以「研商淡海新市鎮輕軌捷運系統規劃建設事宜」為主旨召開會議，會議做成以輕軌運輸系統型式重新推動淡海輕軌的決議，獲得行政院指示全案「依大眾捷運法辦理」，隨後委託交通部的協助下，行政院經濟建設委員會於2006年指定編列800萬的預算補助交通部高速鐵路工程局辦理淡海輕軌的可行性研究作業，最後於2007年10月完成淡海輕軌可行性研究，由交通部高速鐵路工程局報請行政院核定，而後獲得行政院於2010年6月8日核定。:1-1~1-2
在行政院核定可行性研究後，交通部高速鐵路工程局於同年展開淡海線的環境影響評估及綜合規畫作業，於2012年12月7日獲行政院環境保護署備查環境影響說明書、2013年2月25日獲行政院核定綜合規畫。淡海輕軌的正式名稱也自2007年12月的「淡海輕軌延伸線」，於2012年12月11日再度更名為「淡海輕軌運輸系統」。:1-2
第一期路網主要分為綠山線及藍海線兩條路線，全長9.55公里，設置共14站；第二期路網則為藍海線的延伸，長4.44公里，設置6站。淡海輕軌第一期路網的主體工程於2014年11月23日開工，其中綠山線部分於2018年12月23日正式通車，2019年2月1日起正式收費，正式收費期間全面折扣5元，基本票價由原20元減至15元起跳，營運時間也延長從上午6時到晚上12時。
藍海線第一期濱海沙崙-漁人碼頭路段則於2020年11月15日正式營運。
淡海輕軌藍海線第二期修正計畫於2024年3月28日獲交通部審查通過，預計行政院核定後5年完工。

### 安坑輕軌
安坑地區興建大眾捷運系統的構想最早在台北捷運初期路網建設時期就已被提出。台北捷運初期路網建設時期，新店機廠設於新店區中央新村的規畫遭到新店居民的反彈，提議將新店機廠的預定地改於安坑，同時使捷運延伸安坑地區服務當地居民；然而經評估後台北市政府捷運工程局認為此方案未臻理想而被否決。:1-1
考量安坑地區的發展，台北市政府捷運工程局後續重新檢討捷運延伸安坑地區的可行性，於1992年1月9日以「捷運路線延伸安坑地區檢討新店機廠及中和機廠設計問題研商會議」為名研商捷運延伸安坑地區議題；然而，除會議結論為透過新店機廠延伸不可行外，1992年7月台北市政府捷運工程局所完成的「捷運系統延伸至安坑地區可行性研究報告」抑指出透過高運量大眾捷運系統將捷運延伸至安坑地區在經濟及財務效益上均不可行，興建捷運條件尚未成熟。:1-1
直至1999年，在民意代表的壓力及人口成長考量下，台北市政府捷運工程局才於1999年9月重新開展「捷運安坑線走廊研究規劃工作」，最後結論若以部分高架、部分地下形式，採取輕軌運輸系統興建則具備興建的可行性:1-1；其後，安坑線的可行性研究報告於2002年3月展開審查，並於2013年7月1日正式核定，環境影響評估抑於2003年10月14日獲行政院環境保護署備查。:1-2
在可行性研究報告獲得行政院核定後，新北市政府據此開展綜合規畫作業，獲行政院於2015年6月8日正式核定綜合規畫報告，確定了安坑線的興建:1-2。安坑線全長7.5公里，設置9座車站，目前主體工程已於2016年4月6日開工。。新北捷運局於2022年11月7日完成系統穩定性測試，於12月11日辦理初勘，12月21日經初勘委員認可完成履勘應改善事項，於12月27日報請交通部辦理履勘。2023年2月2日交通部核發安坑輕軌營運許可，新北市政府定於2月10日通車試營運，3月6日起營運時間改為早上6點到晚上24點。3月12日試營運結束，3月13日起正式收費。

## 路線

### 路線概覽
| 新北市捷運建設願景圖。                              |                          |                               |                                |              |              |                |                         |                   |
| (※)：此路網圖包含臺北捷運、桃園捷運、基隆捷運路線。 |                          |                               |                                |              |              |                |                         |                   |
| 路線                                                | 路線                     | 路線                          | 區間                           | 長度（公里） | 長度（公里） | 現況           | 系統                    | 機廠              |
|                                                     | 三鶯線                   | 本線                          | 頂埔－鶯桃福德                 | 14.29        | 18.17        | 興建中         | 鋼輪鋼軌系統 （中運量） | 三峽機廠          |
| 桃園八德段                                          | 鶯桃福德－工程代碼LB14站 | 3.88                          | 細部設計中                     |              | 18.17        |                | 鋼輪鋼軌系統 （中運量） | 三峽機廠          |
|                                                     | 環狀線                   | 西環段                        | 大坪林－新北產業園區           | 15.4         | 49.18        | 營運中         | 鋼輪鋼軌系統 （中運量） | 南機廠            |
|                                                     | 中和光復線               | 第一期                        | 秀朗橋－公館                   |              |              | 啟動可行性研究 | 鋼輪鋼軌系統 （中運量） | 南機廠            |
| 第二期                                              | 中和光復線               | 公館－國父紀念館              |                                |              |              | 啟動可行性研究 | 鋼輪鋼軌系統 （中運量） | 南機廠            |
|                                                     | 民生汐止線、 基隆捷運    | 汐東捷運                      | 東湖－工程代碼SB15站           | 5.56         | 5.56         | 興建中         | 輕軌捷運系統 （中運量） | 社機廠 八堵機廠   |
|                                                     | 民生汐止線、 基隆捷運    | 基隆捷運第一期                | 工程代碼SB15站－工程代碼SB22站 |              |              | 興建中         | 輕軌捷運系統 （中運量） | 社機廠 八堵機廠   |
| 基隆捷運第二期                                      | 民生汐止線、 基隆捷運    | 工程代碼SB22 站－（基隆市區） |                                |              | 路網規畫中   |                | 輕軌捷運系統 （中運量） | 社機廠 八堵機廠   |
|                                                     | 淡海輕軌                 | 藍海線一期                    | 濱海沙崙－淡水漁人碼頭         | 2.21         | 18.45        | 營運中         | 輕軌運輸系統 （低運量） | 淡海機廠          |
| 藍海線二期                                          | 淡海輕軌                 | 淡水漁人碼頭－淡水            | 3.3                            | 綜合規劃階段 | 18.45        |                | 輕軌運輸系統 （低運量） | 淡海機廠          |
| 綠山線                                              | 淡海輕軌                 | 紅樹林－崁頂                  | 7.34                           | 營運中       | 18.45        |                | 輕軌運輸系統 （低運量） | 淡海機廠          |
| 八里延伸線                                          | 淡海輕軌                 | 淡水漁人碼頭－工程代碼V31站   | 5.6                            | 綜合規劃階段 | 18.45        |                | 輕軌運輸系統 （低運量） | 淡海機廠          |
|                                                     | 淡海輕軌                 | 三芝延伸線                    | 工程代碼V11站－工程代碼V14站   |              |              | 路網規畫中     | 輕軌運輸系統 （低運量） | 淡海機廠          |
|                                                     | 安坑輕軌                 | 安坑輕軌                      | 十四張－雙城                   | 7.67         | 7.67         | 營運中         | 輕軌運輸系統 （低運量） | 安坑機廠          |
|                                                     | 深坑輕軌                 | 深坑輕軌                      | 動物園－工程代碼S5站           | 5.8          | 5.8          | 綜合規劃階段   | 輕軌運輸系統 （低運量） | 深坑機廠          |
|                                                     | 五股板橋輕軌             | 五股泰山段                    | 工程代碼F1站－工程代碼F14站    | 11.61        | 21.91        | 綜合規畫階段   | 輕軌運輸系統 （低運量） | 泰山機廠 泰板機廠 |
| 泰山板橋段                                          | 五股板橋輕軌             | 工程代碼F14站－莒光           | 10.3                           | 綜合規劃階段 | 21.91        |                | 輕軌運輸系統 （低運量） | 泰山機廠 泰板機廠 |
|                                                     | 林口輕軌                 | 林口輕軌                      | 長庚醫院－工程代碼V31站        |              |              | 路網規畫中     | 輕軌運輸系統 （低運量） |                   |

### 路網
| 新北捷運路網行經行政區 |                                                                        |
| 城市                   | 行政區                                                                 |
| 新北市                 | 中和區、板橋區、新莊區、淡水區、新店區                                 |
| 興建中路線行經行政區   |                                                                        |
| 城市                   | 行政區                                                                 |
| 新北市                 | 土城區、三峽區、鶯歌區                                                 |
| 規劃中路線行經行政區   |                                                                        |
| 城市                   | 行政區                                                                 |
| 臺北市                 | 文山區、內湖區                                                         |
| 新北市                 | 三重區、蘆洲區、五股區、泰山區、淡水區、八里區、深坑區、板橋區、新莊區 |
| 基隆市                 | 七堵區、暖暖區                                                         |

### 路線通車時間表
| 年份   | 日期     | 通車區間               | 區間內各段所屬路線 |
| ------ | -------- | ---------------------- | ------------------ |
| 2018年 | 12月23日 | 紅樹林～崁頂           | 淡海輕軌綠山線     |
| 2020年 | 1月31日  | 大坪林～新北產業園區   | 環狀線西環段       |
| 2020年 | 11月15日 | 濱海沙崙～淡水漁人碼頭 | 淡海輕軌藍海線一期 |
| 2023年 | 2月10日  | 十四張～雙城           | 安坑輕軌           |

### 建設
| 新北捷運路線興建經費一覽表 |                         |                        |                      |                      |              |
| 路線                       | 路線                    | 區間                   | 中央政府預算（億元） | 地方政府預算（億元） | 合計（億元） |
| 淡海輕軌                   | 藍海線一期              | 紅樹林－崁頂           | 87.66                | 65.4                 | 153.06       |
| 淡海輕軌                   | 藍海線二期              | 濱海沙崙－淡水漁人碼頭 | 87.66                | 65.4                 | 153.06       |
| 淡海輕軌                   | 綠山線                  | 淡水漁人碼頭－淡水     | 87.66                | 65.4                 | 153.06       |
| 安坑輕軌                   | 安坑輕軌                | 十四張－雙城           | 39.68                | 126.64               | 166.32       |
| 三鶯線                     | 三鶯線                  | 頂埔－鶯桃福德         | 184.4                | 316.6                | 502          |
| 民生汐止線 （汐東捷運）    | 民生汐止線 （汐東捷運） | 東湖－工程代碼SB15站   | 57.96                | 318.97               | 376.93       |
| 總計                       | 總計                    | 總計                   | 379.70               | 827.61               | 1198.31      |

### 預定時程與進度
| 新北捷運各線主要作業完成時程 |                    |                      |                  |                    |               |                                  |
| 路線                         | 區段               | 行政院核定可行性研究 | 環境影響評估審定 | 行政院核定綜合規劃 | 開工          | 通車                             |
| 淡海輕軌藍海線二期           | 淡水漁人碼頭－淡水 | 2010年6月8日         | 2012年12月7日    | 2013年2月25日      |               | 行政院核定修正計劃後五年工程期。 |
| 三鶯線                       | 頂埔－鶯桃福德     | 2012年9月3日         | 2006年11月20日   | 2015年6月2日       | 2016年7月21日 | 2026年3月                        |

## 營運及服務

### 營運機構
大台北地區原先已有台北捷運公司及桃園捷運公司兩家業者經營大眾捷運系統。根據法律規定，新北市政府主管建設的大眾捷運系統需由新北市政府成立捷運公司營運，時任新北市市長朱立倫2017年6月8日在新北市議會接受市政總質詢時宣布將依法於2017年底或2018年初成立新北捷運公司，專司新北捷運的經營。新北捷運公司於2018年1月26日登記設立。
新北捷運路線中的淡海輕軌營運首3年將以6.9億委由高雄捷運公司負責營運、維修、養護工作，行政、財務、票價、盈虧等事項則由新北捷運公司負責。在通車營運3年後，則將評估繼續委由高雄捷運公司負責營運等工作，或由新北捷運公司自行營運。

### 車輛
| 電聯車列表     |      |                |          |      |                |                |          |          |            |                |        |
| 型號           | 圖片 | 製造年份       | 服務路線 | 總數 | 製造廠商       | 編組           | 設計極速 | 營運極速 | 座位（列） | 極限容量（列） | 色系   |
| 淡海輕軌電聯車 |      | 2016年－2017年 | 淡海輕軌 | 75輛 | 台灣車輛       | 5輛1列，共15列 | 80km/h   | 70km/h   | 62席       | 265人          | 水藍色 |
| 安坑輕軌電聯車 |      |                | 安坑輕軌 | 75輛 | 台灣車輛       | 5輛1列，共15列 | 80km/h   | 70km/h   | 62席       | 265人          | 金黃色 |
| 三鶯線電聯車   |      |                | 三鶯線   | 58輛 | 日立軌道義大利 | 2輛1列，共29列 |          |          |            |                | 水藍色 |

## 營運狀況
下表為各月平均日運量。
|                                                          | 一月    | 二月    | 三月    | 四月     | 五月     | 六月     | 七月     | 八月     | 九月     | 十月     | 十一月  | 十二月  | 全年   |        |
| -------------------------------------------------------- | ------- | ------- | ------- | -------- | -------- | -------- | -------- | -------- | -------- | -------- | ------- | ------- | ------ | ------ |
| 2019年                                                   | 不適用  | 12,707  | 9,733   | 10,205   | 7,262    | 7,977    | 8,762    | 8,566    | 8,858    | 10,106   | 9,526   | 10,276  | 9,453  | 總計   |
| - 2019年2月1日淡海輕軌綠山線開始收費，運量從此日開始計   |         |         |         |          |          |          |          |          |          |          |         |         |        |        |
| 2020年                                                   | 9,647   | 8,272   | 7,502   | 6,483    | 7,352    | 9,329    | 8,826    | 9,026    | 9,031    | 10,305   | 15,182  | 13,174  | 9,556  | 總計   |
| 成長率                                                   | 不適用  | -34.90% | -22.92% | -36.47%  | +1.24%   | +16.95%  | +0.73%   | +5.37%   | +1.95%   | +1.97%   | +59.37% | +33.46% | +1.09% | 成長率 |
| - 2020年11月15日淡海輕軌藍海線正式通車                   |         |         |         |          |          |          |          |          |          |          |         |         |        |        |
| 2021年                                                   | 12,199  | 14,503  | 13,758  | 14,045   | 7,361    | 2,973    | 4,216    | 6,726    | 8,045    | 11,210   | 11,124  | 11,587  | 9,812  | 總計   |
| 成長率                                                   | +26.45% | +75.33% | +83.39% | +116.64% | +0.12%   | -68.13%  | -52.23%  | -25.48%  | -10.92%  | +8.78%   | -26.73% | -15.51% | +2.68% | 成長率 |
|                                                          |         |         |         |          |          |          |          |          |          |          |         |         |        |        |
| 2022年                                                   | 9,800   | 10,389  | 11,977  | 9,714    | 7,317    | 8,911    | 10,742   | 11,121   | 11,782   | 11,254   | 12,542  | 12,556  | 10,675 | 總計   |
| 成長率                                                   | -19.67% | -28.37% | -12.95% | -30.84%  | -0.60%   | +199.73% | +154.79% | +65.34%  | +46.45%  | +0.39%   | +12.75% | +8.36%  | +8.80% | 成長率 |
|                                                          |         |         |         |          |          |          |          |          |          |          |         |         |        |        |
| 2023年                                                   | 11,935  | 13,303  | 16,915  | 19,328   | 33,784   | 69,956   | 69,564   | 71,741   | 76,999   | 80,311   |         |         |        | 總計   |
| 成長率                                                   | +21.79% | +28.05% | +41.23% | +98.97%  | +361.72% | +685.05% | +547.59% | +545.09% | +553.53% | +613.62% |         |         |        | 成長率 |
| - 2023年2月10日安坑輕軌正式通車試營運，於3月13日開始收費 |         |         |         |          |          |          |          |          |          |          |         |         |        |        |
| - 上紅色部分為目前日均最高月份，上綠色為最低月份。       |         |         |         |          |          |          |          |          |          |          |         |         |        |        |

## 外部連結
- 新北大眾捷運股份有限公司 （页面存档备份，存于） （繁體中文）
- 新北市政府捷運工程局 （页面存档备份，存于） （繁體中文）
- 捷運工程局「三環六線進度公開專頁」 （页面存档备份，存于）
- 臺北捷運未來路網示意圖
- 淡海輕軌 x 新北捷運的Facebook專頁
- YouTube上的新北市捷運局頻道